# Verlag Neue Stadt
Der Verlag Neue Stadt ist ein Verlag der Fokolar-Bewegung. In Deutschland ist der Verlag Neue Stadt seit 1975 eine GmbH. Gesellschafter ist der Fokolar-Bewegung e. V. in Friedberg-Ottmaring bei Augsburg. Verlagssitz ist München, weitere Betriebstätten befinden sich in Friedberg-Ottmaring und in Oberpframmern (am südöstlichen Stadtrand von München). In der Schweiz ist der Verlag durch  den Verlag Neue Stadt Zürich vertreten, in Österreich durch den Verlag Neue Stadt Wien.
Der Verlag Neue Stadt entstand im Jahr 1961 als verlegerischer Ausdruck der Fokolar-Bewegung, die erste Ausgabe der Zeitschrift Neue Stadt war bereits 1958 erschienen.

## Programm
Unter dem Motto „Christlich. Offen. Dialogisch.“ bietet der Verlag ein vielfältiges Buch-, Karten-, Kalender- und Medienprogramm an. Das Buchprogramm umfasst ca. 450 Titel bei jährlich etwa 25 Neuerscheinungen in den Hauptbereichen Spiritualität, Biografien, Theologie, Geschenkbücher und Lebenshilfe. Im Kartenprogramm führt der Verlag Faltkarten mit ca. 250 verschiedenen Kartenmotiven und eingelegten Textblättern sowie Briefkarten und Kartenboxen.
Neben dem Monatsmagazin Neue Stadt (Auflage: 5.000 Exemplare) erscheint im Verlag Neue Stadt noch die Halbjahreszeitschrift das prisma – Beiträge zu Pastoral, Spiritualität und Theologie.